# The Performance
The Performance è un album della cantante Shirley Bassey, pubblicato il 9 novembre 2009. È il suo primo album di studio, contenente materiale inedito, in oltre 30 anni.

## Background
Il produttore musicale David Arnold contattò Shriley Bassey per la realizzazione di un album dopo il successo riscontrato dalla cantante al Festival di Glastonbury nel 2007.
Essendosi ritirata dalle scene già da qualche anno, la Bassey si mostrò inizialmente indecisa circa la sua adesione al progetto; ma accettò dopo avere appreso quali artisti avrebbero contribuito alla realizzazione dell'album. Tra questi, c'erano i Manic Street Preachers, Gary Barlow e i Pet Shop Boys.
La registrazione del disco durò per tutto il 2009. In alcuni casi, la parte strumentale dei brani veniva registrata molto prima della parte cantata, perché non era ancora pronto il testo: un procedimento a cui la Bassey non era abitutata, che provocò ulteriori lungaggini. La BBC approfittò della registrazione del disco (e anche dei tempi dilatati) per realizzare un documentario, intitolato The Girl from Tiger Bay come un brano dell'album. La prima canzone realizzata per l'album fu "Apartment", interamente composta da Rufus Wainwright.
Le canzoni, commentò poi la Bassey, sono diverse da qualunque tipologia di canzone lei avesse mai registrato prima. In canzoni come After the Rain utilizza tonalità molto più basse di quelle normalmente usate. Gary Barlow disse che siccome Shirley Bassey aveva difficoltà a completare la canzone da lui scritta (This Time), dovette rinunciare a cantarne alcune parti, che furono cancellate e abbandonate.
L'unica artista donna ad aver partecipato alla stesura dell'album fu KT Tunstall con la canzone Nice men (originariamente intitolata "Nice boys", ma modificata pensandola sulla bocca di una donna di 72 anni).
Anche il celebre duo dei Pet Shop Boys diede una canzone alla Bassey: la sinfonica The performance of my life che in fase di incisione commosse la cantante per la profondità del suo testo (parole di S.B.). Il cantante dei Pet Shop Boys Neil Tennant spiegò che la canzone tratta di una diva che vive la sua vita sul palco, anche se non era stata espressamente come Bassey. Durante la registrazione, Bassey definì l'esperienza "sia frustrante che esilarante". Ad album concluso, si dichiarò "estasiata".
Nessun brano fu usato come singolo, benché Apartment e This Time paressero destinate a lanciare l'album.
L'album resse per 8 settimane in classifica, piazzandosi al numero 20.

## Tracce
1. Almost There (Tom Baxter) -
2. Apartment (Rufus Wainwright) -
3. This Time (Gary Barlow) -
4. I Love You Now (Nick Hodgson) -
5. Out Time Is Now (John Barry/Don Black) -
6. As God Is My Witness (David Arnold/David McAlmont) -
7. No Good About Goodbye (David Arnold/Don Black) -
8. The Girl From Tiger Bay (David Arnold/Manic Street Preachers) -
9. Nice Man (KT Tunstall) -
10. After the Rain (Richard Hawley) -
11. The Performance of My Life (Pet Shop Boys) -